# Łyszkowice
Łyszkowice ist ein Dorf und Sitz der gleichnamigen Landgemeinde im Powiat Łowicki der Woiwodschaft Łódź, Polen.

## Gemeinde
Zur Landgemeinde Łyszkowice gehören 20 Dörfer mit 21 Schulzenämtern:

## Persönlichkeiten
- Wenceslaus Leszczynski (1605–1666), Erzbischof und Primas von Polen-Litauen; gestorben in Łyszkowice
- Jan Sergiusz Gajek (* 1949), Ordenspriester, Archimandrit und Apostolischer Administrator für die Gläubigen des byzantinischen Ritus in Belarus.